# Light and Sound
Light and Sound – trzeci album studyjny zespołu Mr. Gil. Został wydany w 2010 roku, nakładem wytwórni Electrum Production.

## Lista utworów
źródło:.
1. "One Wish to Mother" – 2:49
2. "No More of the Dark" – 5:09
3. "Best Regards" – 3:38
4. "Easily" – 3:45
5. "Annah" – 3:28
6. "King of Gold" – 5:22
7. "Kto aniołem był?" (akustycznie) – 3:00
8. "The Bright Island" – 2:45
9. "Light and Sound" – 2:59
10. "Kto aniołem był?" – 4:06

## Twórcy
źródło:.
- Mirosław Gil – gitary
- Karol Wróblewski – śpiew
- Konrad Wantrych – fortepian, instrumenty klawiszowe
- Paulina Druch – wiolonczela